# Betriebshof Müllerstraße

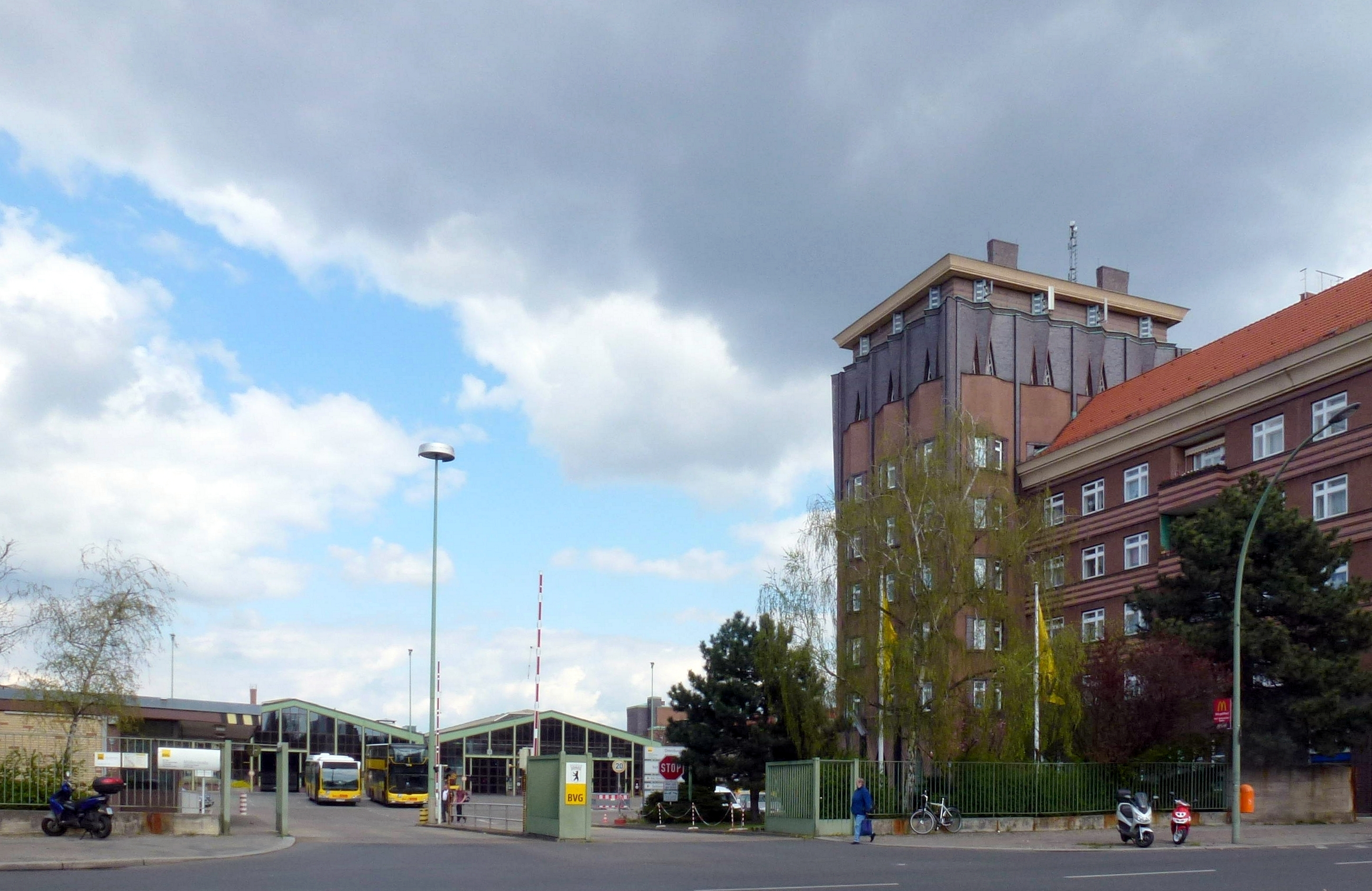
Hofeinfahrt mit Verwaltungsgebäude und Wagenhalle im Hintergrund

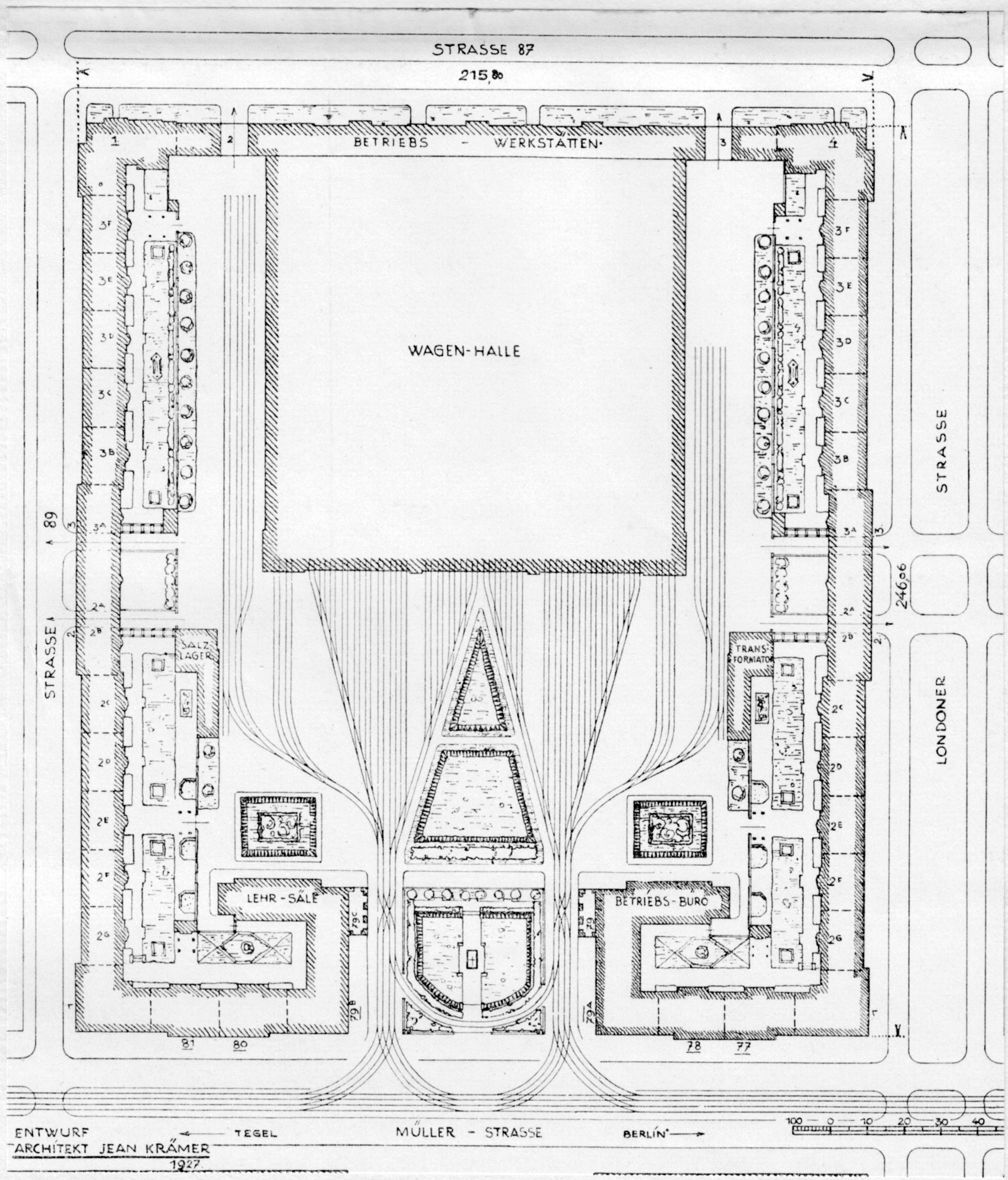
Gleisplan nach Entwurf Krämers, 1927

Der Betriebshof Müllerstraße ist ein Betriebshof der Berliner Verkehrsbetriebe im Ortsteil Wedding. Der 1927 eröffnete Hof war bei seiner Inbetriebnahme nach dem Betriebshof Lichtenberg der zweitgrößte Straßenbahnhof Berlins. Er diente bis 1958 der Straßenbahn und wird seit 1960 als Omnibushof genutzt. Die nach einem Beitrag von Max Osborn auch als „Straßenbahnstadt“ bezeichnete Anlage umfasst neben dem eigentlichen Hof einen ihn umgebenden Wohnblock mit etwa 300 Wohnungen. Sie wurde nach Plänen von Jean Krämer in Zusammenarbeit mit Gerhard Mensch und Richard Bauroth im Stil des Berliner Expressionismus entworfen und steht als Gesamtanlage unter Denkmalschutz.

## Lage und Aufbau
Der Betriebshof befindet sich im Norden des Ortsteils Wedding, dem sogenannten Englischen Viertel. Das Gelände wird von der Belfaster Straße im Nordwesten, der Müllerstraße im Südwesten und der Londoner Straße im Südosten begrenzt. Die nordöstliche Grundstücksgrenze lag an der Themsestraße, die in einer Flucht mit der heutigen Edinburger Straße verlief. Um 1960 wurde diese Straße entwidmet und der Betriebshof um dieses Gelände erweitert. Den nordöstlichen Abschluss bildet seitdem die Kleingartenanlage Sonntagsfreude. Das Karree hat eine Fläche von etwa 6,1 Hektar, von denen der Betriebshof rund drei Viertel (44.547 m²) einnimmt. Davon wiederum sind 17.740 m² bebaut. Die Gesamtanlage weist einen annähernd symmetrischen Grundriss auf. Die Wagenhalle mit einer Grundfläche von 115 m × 122 m befindet sich im rückwärtigen Teil des Grundstücks und schloss mit der ehemaligen Themsestraße ab. Die Wohnbebauung umschließt die anderen Seiten des Hofes und öffnet sich zur Müllerstraße hin. Zwei jeweils 32 Meter hohe Türme bilden den Abschluss.
Die zentrale Wagenhalle besteht aus drei Giebelhallen mit je 31,6 Metern Spannweite. Im vorderen Hallenbereich befanden sich auf je 40 Metern Länge die Revisionsschächte, im hinteren Teil der Halle waren Werkstätten und Aufenthaltsräume angeordnet, seitlich davon befanden sich Stellmacherei, Schlosserei und  Schmiede. In zwei, jeweils etwa zehn Meter breiten flachgedeckten Seitenhallen sind Geräteräume und Materiallager untergebracht. Die ebenfalls in der Haupthalle gelegene Waschanlage wurde von zwei, im oberen Teil der Torbauten gelegenen Wassertanks gespeist. Die Konstruktion besteht aus vollwandigen Eisenblechbindern. Die Hallendächer weisen durchlaufende Oberlichter mit einem geknickten Querschnitt auf. Die Hallenwände sind von außen mit blauroten Eisenschmelzklinkern verkleidet.

Wohnbebauung
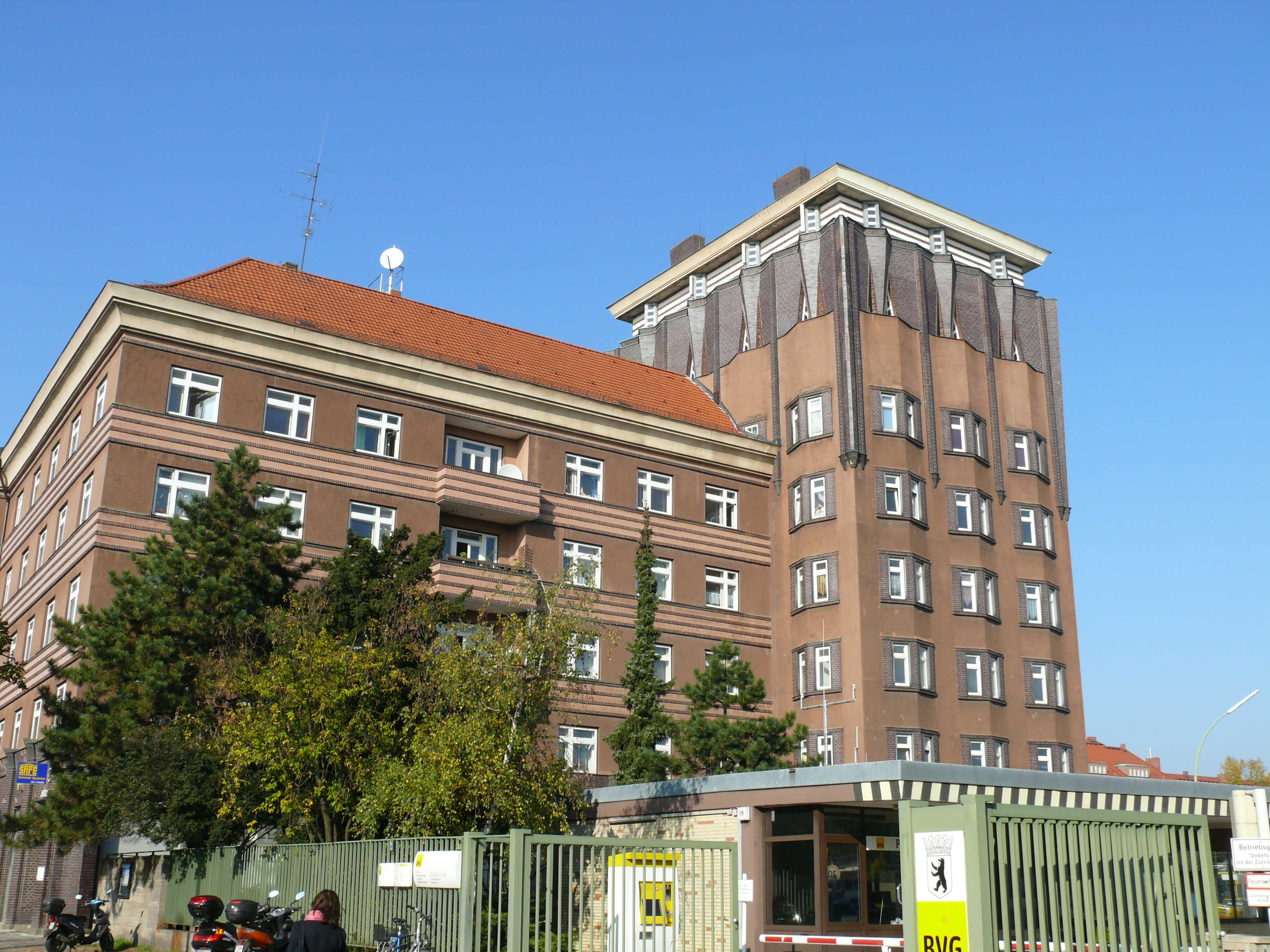
Verwaltungsbau des Betriebshofs
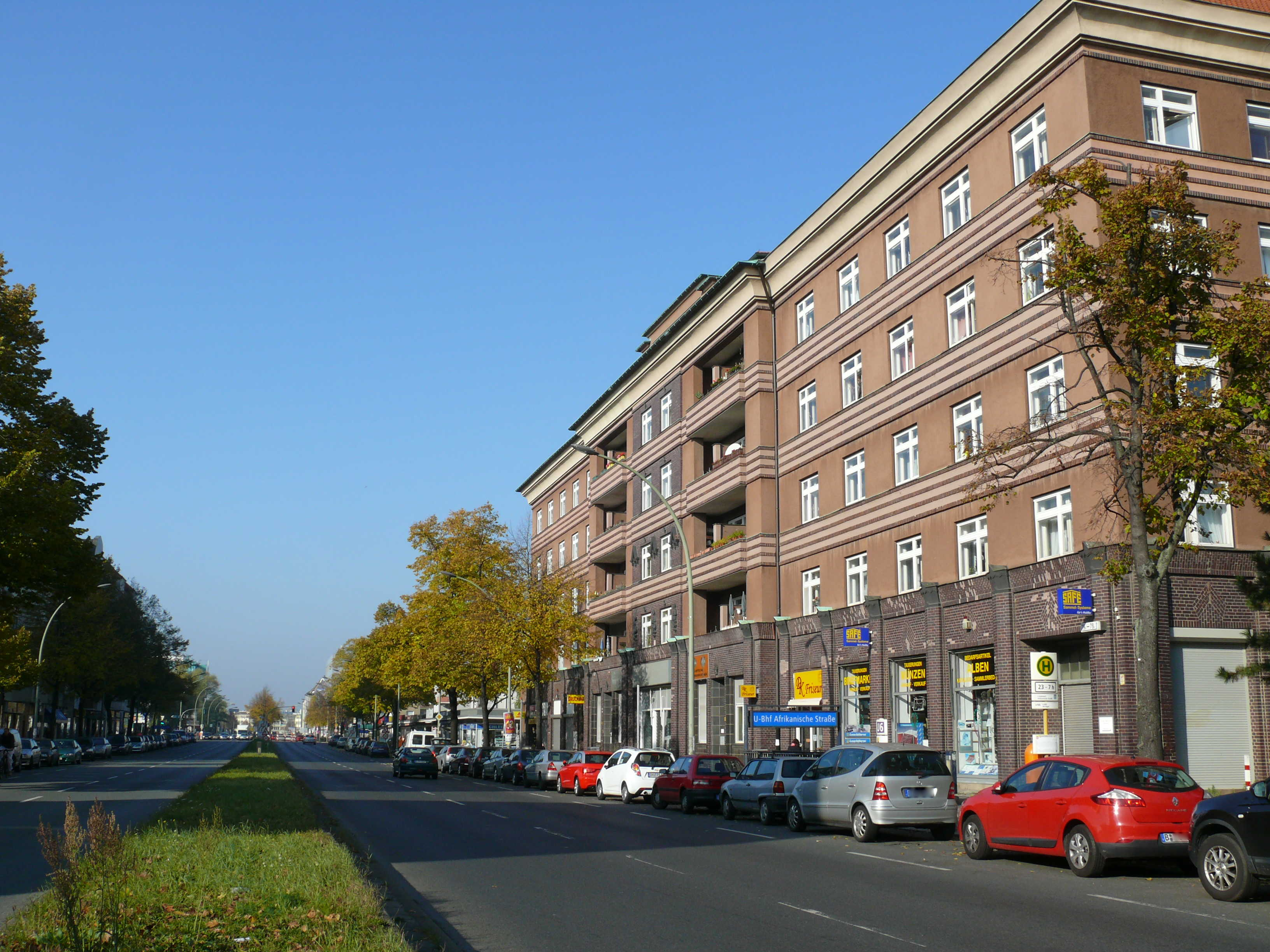
Müllerstraße, nordwestlich der Einfahrt
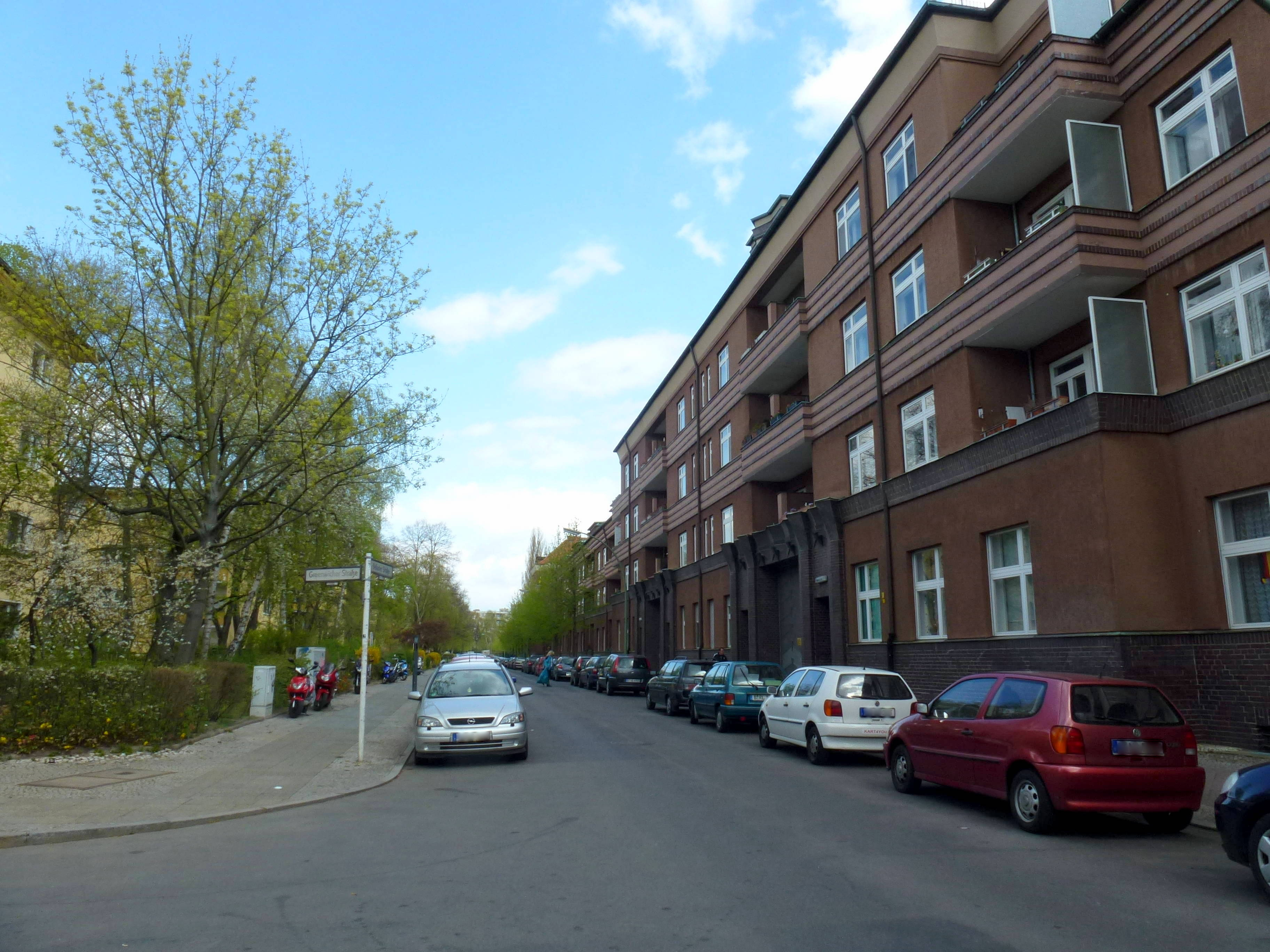
Belfaster Straße

Die Wohnbebauung weist eine auf den ersten Blick einheitliche Struktur auf. Die Bebauung an der Londoner und Belfaster Straße weist drei Geschosse auf, die Mittel- und Eckbauten an diesen Straßen verfügt über vier Geschosse. Die an der Müllerstraße liegende Seite hat hingegen fünf Vollgeschosse. Die Fassaden sind rotbraun verputzt und mit ornamentaler Keramik verziert. Die Obergeschosse sind durch horizontale Bänder aus sich abwechselnden Putzstreifen und Klinkerlagen optisch voneinander abgetrennt. Das Erdgeschoss wird hingegen von Klinkern umrahmt. Der expressive Charakter der Anlage wird hier durch die von Richard Bauroth gestalteten spitz vorkragende Wandvorlagen mit prismatischen Kapitellsteinen unterstrichen. Der gesamte Block umfasst etwa 280–300 Wohnungen. Diese verfügen über zwei bis drei Zimmer, Bad und Küche sowie vereinzelt über eine Loggia. Die Hofseiten werden durch dreieckig hervorspringende Treppenhäuser vertikal gegliedert. Um Wohnen und Arbeiten optisch voneinander zu trennen, ließ Krämer einen 35 Meter breiten Grünstreifen zwischen dem Wohnblock und dem Hofgelände anlegen.
Das Markenzeichen der Straßenbahnstadt bilden die beiden jeweils 32 Meter hohen Torbauten an der Müllerstraße. In ihnen befinden sich neben Wohnungen auch die Verwaltung des Hofs und weitere Diensträume. Im Erdgeschoss der Türme öffnen sich an die Gotik angelehnte Parabelbögen aus gemauerten roten Klinkern. Deren Schlusssteine leiten auf die prismatisch gefaltete Turmwand über. Die Fenster sind von violettem Klinker umrahmt. Über dem sechsten Geschoss befinden sich die beiden Wasserbehälter, die durch die gegenläufige Mauerfaltung und die ebenfalls aus violettem Klinker bestehende Wandverkleidung hervorgehoben werden. Die zwischen den dreieckigen Fenstern gelegenen Mauerfalten gehen im oberen Bereich in zweiflügelige Fenster über, die ihren Abschluss unter einem ockerfarbenen Gesims finden.

## Geschichte
Ab 1919 wurden die zahlreichen Einzelbetriebe der Straßenbahn unter dem Dach der städtischen Berliner Straßenbahn (BSt) zusammengefasst, die am 10. September 1923 in die privatrechtliche Berliner Straßenbahn-Betriebsgesellschaft mbH (BSBG) umgewandelt wurde. Zum 1. Januar 1929 vereinigte sich diese mit der Hochbahngesellschaft und der ABOAG zur BVG. Unter der Regie der BSBG wurden, neben der umfangreichen Neubeschaffung von Fahrzeugen, auch die alten Straßenbahnbetriebshöfe modernisiert beziehungsweise neugebaut. Der Betriebshof Müllerstraße stellte mit der als „Straßenbahnstadt“ titulierten Wohnbebauung das größte dieser Vorhaben dar.
Am 5. September 1927 wurde der neue Hof 2 offiziell eingeweiht. Der bisherige Hof 2 an der Brandenburgstraße in Kreuzberg erhielt die Nummer 7. Ab etwa 1935 erhielt er das Kürzel Mül. Gleichzeitig konnte der Betriebshof 8 an der Ofener Straße durch den Neubau stillgelegt werden. In der Wagenhalle fanden auf drei mal neun Gleisen bis zu 320 Straßenbahnwagen Platz. Zusätzlich waren die Fahrschule der Straßenbahn, die Schaffnerschule, die Kleiderkammer und das Straßenbahnmuseum auf dem Hof untergebracht. Im Hof waren vor dem Zweiten Weltkrieg vor allem die Züge der Linien 15 (Wilhelmsruh – Neukölln), 25 (Reinickendorf – Mariendorf), 41 (Alexanderplatz – Tegel) und 68 (Herzberge – Wittenau) beheimatet, hinzu kamen vereinzelt andere Linien wie etwa der Nordring (Linie 8, ab 1948: Linie 3)
Während des Zweiten Weltkriegs erlitt der Hof nur geringfügige Beschädigungen, die schnell behoben wurden. Am 5. September 1952 beging die BVG das 25-jährige Bestehen des Hofs in einem Festakt mit Wagenkorso. Mit der Einstellung der Straßenbahn nach Tegel und darüber hinaus wurden die Höfe Tegel und Müllerstraße am 1. Juni 1958 für den Straßenbahnverkehr geschlossen. Zuletzt waren hier die Linien 3, 25, 41 und 68 sowie deren Einsetzer beheimatet. Die Wagen wurden anschließend auf die benachbarten Höfe Reinickendorf und Moabit verteilt.
Nach der Schließung begann die BVG mit dem Umbau des Hofs für den Omnibusverkehr. Sämtliche Gleise und Revisionsgruben wurden entfernt. Die drei Hallen erhielten zentrale Tore. Die im rückwärtigen Teil angrenzende Themsestraße wurde entwidmet, um als Wendefläche dienen zu können. Die zuvor breite Hofeinfahrt erhielt eine zentrale Ein- und Ausfahrt. Ferner wurden die Waschanlage umgebaut sowie eine neue Heizungsanlage als auch eine Tankstelle auf dem Vorfeld eingerichtet. Nach einer zweijährigen Umbauzeit konnte der Omnibus-Betriebshof M in Betrieb gehen. Zum Zeitpunkt seiner Inbetriebnahme hatten bis zu 140 Fahrzeuge Platz.
Seit der Schließung der Omnibus-Betriebshöfe Usedomer Straße und Helmholtzstraße wird der gesamte Busverkehr im Berliner Norden und Nordwesten von den Höfen Müllerstraße und Spandau abgedeckt. Nach Angaben der Berliner Verkehrsbetriebe sind gegenwärtig 239 Busse auf dem Hof beheimatet, 437 Mitarbeiter des Fahrdienstes haben auf dem Hof ihren Arbeitsplatz. Zusätzlich sind vor Ort die als Verkehrsakademie Omnibus bezeichnete Fahrschule der BVG als auch deren Kleiderkammer untergebracht. Die Wohnungen wurden bis in die 1990er Jahre ausschließlich an Bedienstete der Berliner Verkehrsbetriebe vermietet.